# Kursächsischer Viertelmeilenstein Adorf

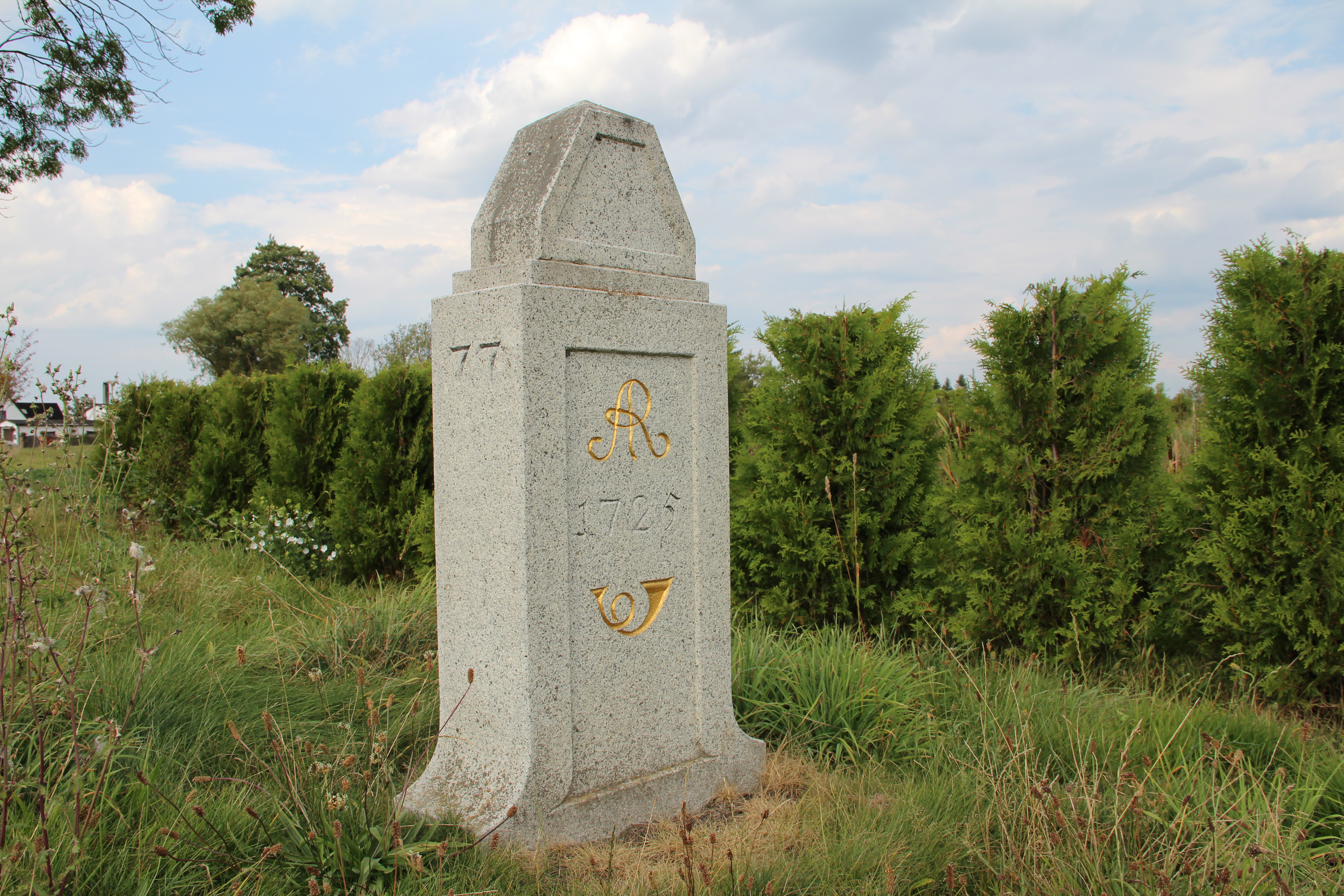
Kursächsischer Ganzmeilenstein (2012)

Der kursächsische Viertelmeilenstein Adorf gehört zu den kursächsischen Postmeilensäulen, die im Auftrag des Kurfürsten Friedrich August I. von Sachsen durch den Land- und Grenzkommissar Adam Friedrich Zürner in der 1. Hälfte des 18. Jahrhunderts im Kurfürstentum Sachsen errichtet worden sind. Er befindet sich im Ortsteil Remtengrün an der Zufahrt zur Landwüster Straße 4/Ecke Am Feuerlöschteich in der vogtländischen Stadt Adorf/Vogtl. im Vogtlandkreis.

## Geschichte
Der Viertelmeilenstein trägt die Jahreszahl 1725 und die Reihennummer Nr. 77. Er befand sich 19¼ Meilen von Dresden entfernt an der Poststraße über Bad Elster und nach Asch nach Eger. Von der Originalsäule haben sich keine Teile mehr erhalten. Die jetzige Postsäule ist wie die Kursächsische Ganzmeilensäule Adorf eine Nachbildung aus dem Jahre 1997.
Koordinaten: 50° 18′ 31″ N, 12° 16′ 19,2″ O